# A tu lado (película)
A tu lado es una película de drama y comedia romántica peruana dirigida por Martin Casapía Casanova y escrita por Samuel del Amor. Está protagonizada por Alessandra Fuller, Andrés Vílchez, Fausto Mata, Joaquín Escobar, Guillermo Castañeda, Leslie Shaw, Cristian Rivero y Jalsen Santana. La película sigue la historia de Paz (Alessandra Fuller), una joven limeña indecisa sobre su futuro universitario, invitada a pasar sus vacaciones en uno de los resorts más importantes de Punta Cana donde se cruzará con Edu (Andrés Vílchez), salvavidas y boxeador.

## Elenco
- Alessandra Fuller como Paz.
- Andrés Vílchez como Edu.
- Fausto Mata como Martín, tío de Paz.
- Joaquín Escobar como Percy.
- Guillermo Castañeda
- Leslie Shaw
- Cristian Rivero
- Jalsen Santana

## Producción
La idea de A tu lado fue concebido durante un viaje hecho por el director hacia España para promocionar Maligno. La película nació como una motivación para explorar nuevos géneros distintos al terror. En una lluvia de ideas, la historia fue construida como una película de drama, pero a través de una asistencia cinematográfica llegó a concebirse como comedia romántica. Con las exigencias artísticas que había, A tu Lado se convirtió inmediatamente en su primera producción hecha en el extranjero.
La película fue filmada en República Dominicana. El principal reto para Casapia Casanova, a pesar de su corta edad, descansó en generar confianza con un equipo totalmente nuevo —siendo distinto a AV Films, que produjo Maligno— y un país totalmente distinto con una gran responsabilidad. A tu Lado se realizó bajo el paraguas de Lfante Films, la nueva productora administrada por Casapia Casanova.

## Premios y nominaciones
| Año  | Premio                  | Categoría                     | Nominado                | Resultado | Ref(s) |
| ---- | ----------------------- | ----------------------------- | ----------------------- | --------- | ------ |
| 2018 | Los Angeles Film Awards | Mejor largometraje de comedia | Martin Casapia Casanova | Ganador   | [ 4 ]  |